# Coturnicops notatus
Coturnicops notatus е вид птица от семейство Rallidae.

## Разпространение
Видът е разпространен в Аржентина, Боливия, Бразилия, Венецуела, Гвиана, Колумбия, Парагвай и Уругвай.